# Интегрин альфа-M
Интегрин альфа-M (αM, CD11b) — мембранный белок, гликопротеин из надсемейства интегринов, продукт гена ITGAM, альфа-субъединица интегрина αMβ2 (MAC-1).

## Функции
Интегрин альфа-M/бета-2 (αMβ2, MAC-1) играет роль в различных взаимодействиях моноцитов, макрофагов и гранулоцитов. Он также опосредует поглощение частиц, покрытых комплементом. Он является рецептором для фрагмента iC3b 3-го компонента комплемента. Распознаёт аминокислотную последовательность глицин-пролин-аргинин (R-G-D) в C3b. Кроме этого, αMβ2 является рецептором для фибриногена, фактора X и ICAM-1. Распознаёт пептиды P1 и P2 гамма-цепи фибриногена.
Взаимодействует с JAM3.

## Структура
Интегрин альфа-M — крупный белок, состоит из 1136 аминокислот, молекулярная масса белковой части — 127,2 кДа. N-концевой участок (1088 аминокислот) является внеклеточным, далее расположен единственный трансмембранный фрагмент и небольшой внутриклеточный фрагмент (24 аминокислоты). Внеклеточный фрагмент включает 7 FG-GAP-повторов, VWFA-домен и от 3 до 19 участков N-гликозилирования. Цитозольный участок включает GFFKR-мотив. 
Интегрин альфа-M относится к интегринам с I-доменом (VWFA домен), которые не подвергаются ограниченному протеолизу в процессе созревания.

## Тканевая специфичность
Интегрин αMβ2 экспрессирован преимущественно на моноцитах и гранулоцитах.

## Патология
Нарушения гена ITGAM приводят к системной красной волчанке 6-го типа. Это хроническое воспалительное мультисистемное нарушение соединительной ткани. В первую очередь оно затрагивает кожу, суставы, почки и серозные мембраны. Считается, что оно представляет собой нарушение регуляторных механизмов иммунной системы. 
сомное рецессивное, часто летальное, заболевание, которое характеризуется хрупкостью слизистой, аплазией кожных покровов, атрезией желудочно-кишечного тракта с нарушением привратника желудка (пилорической атрезией).

## См.также
- Интегрины
- Кластер дифференцировки